# Sound Track Recordings from the Film Jimi Hendrix
Soundtrack Recordings from the Film Jimi Hendrix è l'album doppio contenente la colonna sonora del film documentario su Jimi Hendrix curato dal produttore Joe Boyd. Il doppio LP venne pubblicato nel luglio 1973.
Il disco contiene sia le esibizioni musicali di Hendrix in versione integrale tratte dal film, sia estratti da varie interviste (anche non presenti nel film). L'album raggiunse la posizione numero 89 nella classifica di Billboard negli Stati Uniti.
L'album non è stato mai ristampato in versione compact disc.

## Film
Il documentario (o più appropriatamente il "rockumentary") intitolato Jimi Hendrix, venne assemblato nel 1973 da Joe Boyd, John Head e Gary Weis per la Warner Bros. Il film contiene estratti da concerti del periodo 1967 - 1970, includendo materiale sia dall'esibizione di Hendrix all'Isola di Wight del 1970, che dal concerto tenuto al Monterey Pop Festival nel 1967. Presente anche la performance dell'inno nazionale americano Star Spangled Banner suonato a Woodstock. Nella pellicola sono anche incluse interviste a parenti e amici vari di Hendrix. Particolarmente notevole l'inclusione dell'esecuzione di Hear My Train A Comin' suonata da Hendrix in solitudine con una chitarra a 12 corde.
Nel 1999 l'Experience Hendrix LLC, la società di famiglia che si occupa di gestire il materiale d'archivio di Jimi Hendrix e le relative pubblicazioni ufficiali, ha autorizzato la distribuzione del film nei formati DVD e VHS, e nel 2005 ne è uscita una edizione speciale in DVD.

## Tracce
Tutti i brani sono opera di Jimi Hendrix eccetto dove indicato.
Lato A
1. Rock Me Baby (B.B. King, Joe Josea) – 3:01
2. Wild Thing (Chip Taylor) – 5:18
3. Machine Gun I – 7:45
4. Interviews I (Jimi Hendrix, Al Hendrix, Freddie Mae Gauthier e Dolores Hall) – 3:41

Lato B
1. Johnny B. Goode (Chuck Berry) – 3:37
2. Hey Joe (Billy Roberts) – 3:50
3. Purple Haze – 3:40
4. Like a Rolling Stone (Bob Dylan) – 6:11
5. Interviews II (Jimi Hendrix, Little Richard, Pat Hartley e Fayne Pridgon) – 3:21

Lato C
1. The Star Spangled Banner (traditional) – 3:42
2. Machine Gun II – 12:35
3. Hear My Train A Comin' – 3:05
4. Interviews III – 2:36

Lato D
1. Red House – 11:18
2. In From the Storm – 4:27
3. Interviews IV (Pat Hartley, Alan Douglas, Fayne Pridgeon e The Ghetto Fighters) – 5:55

## Dettagli di registrazione
- A1, A2, 2B, 4B: Monterey Pop Festival (giugno 1967)
- A3, 1D, 2D: Festival dell'Isola di Wight (31 agosto 1970)
- B1, B3: Berkeley Community Center, Berkeley, California (30 maggio 1970)
- 1C: Festival di Woodstock (agosto 1969)
- 2C: Fillmore East (31 dicembre 1969)
- 3C: Londra (1967)